# Comuna Dumitrești, Vrancea
Dumitrești este o comună în județul Vrancea, Muntenia, România, formată din satele Biceștii de Jos, Biceștii de Sus, Blidari, Dumitrești (reședința), Dumitreștii de Sus, Dumitreștii-Față, Găloiești, Lăstuni, Lupoaia, Motnău, Poienița, Roșcari, Siminoc, Tinoasa, Trestia și Valea Mică.

## Așezare
Comuna Dumitrești este asezată pe cursul mediu al râului Râmnicul Sărat, la vărsarea râului Motnău în acesta, într-o depresiune subcarpatică care poartă același nume, situată în zona de sud a județului Vrancea la hotarul cu județul Buzău. Prin comună trece șoseaua națională DN2N, drum de importanță locală care o leagă spre vest de Chiojdeni și Jitia și spre est de Bordești, Dumbrăveni (unde se intersectează cu DN2), Sihlea și Tătăranu. La Blidari, din acest drum se ramifică șoseaua județeană DJ204P care duce spre nord la Gura Caliței și apoi spre est la Dumbrăveni, unde se termină în același DN2. Tot din DN2N, la Dumitrești se ramifică spre sud șoseaua județeană DJ203H, care duce spre sud în județul Buzău (trecând râul Râmnicu Sărat pe un pod de lemn) la Buda.
Comunele învecinate sunt: Chiojdeni, la vest; Gura Caliței la nord ; la est comuna Bordești, iar la sud, sud-vest comuna Buda, Județul Buzău.
Fiind o depresiune din interiorul subcarpaților, aici este caracteristic etajul pădurilor de foioase. În Enciclopedia Geografică a României, pentru zona sud-estică a comunei nu sunt menționate decât pădurile de fag în amestec cu carpenul, culturi agricole și pajisti secundare, precum și vegetația de luncă în lunca Râmnicului Sărat.

## Demografie
Componența etnică a comunei Dumitrești
     Români (95,65%)
     Alte etnii (4,35%)
Componența confesională a comunei Dumitrești
     Ortodocși (94,91%)
     Alte religii (0,68%)
     Necunoscută (4,4%)
Conform recensământului efectuat în 2021, populația comunei Dumitrești se ridică la 4.089 de locuitori, în scădere față de recensământul anterior din 2011, când fuseseră înregistrați 4.602 locuitori. Majoritatea locuitorilor sunt români (95,65%). Din punct de vedere confesional, majoritatea locuitorilor sunt ortodocși (94,91%), iar pentru 4,4% nu se cunoaște apartenența confesională.

## Politică și administrație
Comuna Dumitrești este administrată de un primar și un consiliu local compus din 13 consilieri. Primarul, Adrian-Viorel Banaurs[*], de la Partidul Social Democrat, este în funcție din octombrie 2020. Începând cu alegerile locale din 2024, consiliul local are următoarea componență pe partide politice:
|  | Partid                          | Consilieri | Componența Consiliului | Componența Consiliului | Componența Consiliului | Componența Consiliului | Componența Consiliului | Componența Consiliului | Componența Consiliului | Componența Consiliului | Componența Consiliului |
|  | ------------------------------- | ---------- | ---------------------- | ---------------------- | ---------------------- | ---------------------- | ---------------------- | ---------------------- | ---------------------- | ---------------------- | ---------------------- |
|  | Partidul Social Democrat        | 9          |                        |                        |                        |                        |                        |                        |                        |                        |                        |
|  | Alianța pentru Unirea Românilor | 3          |                        |                        |                        |                        |                        |                        |                        |                        |                        |
|  | Partidul Național Liberal       | 1          |                        |                        |                        |                        |                        |                        |                        |                        |                        |

## Istorie
La sfârșitul secolului al XIX-lea, comuna făcea parte din plaiul Râmnicul al județului Râmnicu Sărat și avea în compunere satele Dumitreștii de Jos, Dumitreștii de Sus, Blidari, Poenița, Lăstuni, Biceștii de Sus și Biceștii de Jos, având în total 2681 de locuitori. În comună funcționau o moară cu aburi, șapte mori cu apă, o pivă, trei biserici (una la Dumitreștii de Sus, zidită în 1829; alta la Biceștii de Sus, datând din 1848 și o a treia la Lăstuni, datând din 1868), o școală de băieți cu 245 de elevi și una de fete, cu 219 eleve.
Anuarul Socec din 1925 consemnează comuna în plasa Dumitrești a aceluiași județ, cu o populație de 4050 de locuitori în satele Biceștii de Jos, Blidarele, Dumitreștii de Jos, Dumitreștii de Sus, Lăstuni, Motnău și Poenița. În 1931, se consemnează apariția satului Tinoasa.
În 1950, comuna a trecut în administrarea raionului Râmnicu Sărat din regiunea Buzău și apoi (după 1952) din regiunea Ploiești. În 1968, comuna a fost transferată la județul Vrancea, în forma actuală, iar satul Dumitreștii de Jos (deja reședință a comunei) a primit numele de Dumitrești.

## Monumente istorice
Două obiective din comuna Dumitrești sunt incluse în lista monumentelor istorice din județul Vrancea ca monumente de interes local, ambele clasificate ca monumente memoriale sau funerare — monumentul eroilor din Războiul de Independență din satul Dumitrești, monument construit în 1909; și troița eroilor din Primul Război Mondial din satul Poenița, ridicată în 1936.

## Obiective turistice
În comuna Dumitrești, ca și obiective turistice, pot fi menționate, cele patru biserici din comună. Prima poartă hramul Sfântului Nicolae și este localizat în satul Biceștii de Sus. A doua poartă hramul Sfântului Dumitru și este localizat în satul Dumitrești, iar ultimele două se găsesc în satele Lăstuni și Motnău și poartă hramurile Sfântului Vasile și Sfintei Maria.

## Personalități
- Grigore Gheba (1912-2004), matematician român, cel mai cunoscut autor de culegeri de matematică
- Mircea Dumitrescu (1926-2005), critic de film român
- Victor Frunză (1935-2007), scriitor, disident și jurnalist român